# V588 Возничего
V588 Возничего (лат. V588 Aurigae) — одиночная переменная звезда в созвездии Возничего на расстоянии приблизительно 290 световых лет (около 89,1 парсеков) от Солнца. Видимая звёздная величина звезды — от +12,63m до +12,47m.

## Характеристики
V588 Возничего — оранжевый карлик, эруптивная переменная звезда типа RS Гончих Псов (RS) спектрального класса K. Радиус — около 0,82 солнечного, светимость — около 0,193 солнечной. Эффективная температура — около 4217 K.